# 佳能 EOS 1000D
佳能EOS 1000D是一款1,010万像素的数码单镜反光相机，由日本佳能公司制造。于2008年8月上市。它在日本被称作EOS Kiss F，在美国和加拿大也被称作EOS Rebel XS。EOS 1000D是一款入门级别的数位单反，被描述成“比佳能EOS 450D略差”。相机与EOS 450D有一些共同的特点。它提供了实时取景（即可以在液晶螢幕上取景）。不过，这款相机只有7个自动对焦点，也不带有点测光。该款相机使用SD卡，而不是CF卡。